# Basiliscus vittatus
Basiliscus vittatus là một loài thằn lằn trong họ Corytophanidae. Loài này được Wiegmann mô tả khoa học đầu tiên năm 1828.
Đây là loài bản địa Mexico, Trung Mỹ và tiếp giáp phía tây bắc Colombia, nhưng đã được đưa vào tiểu bang Florida là một loài hoang dã.

## Hình ảnh

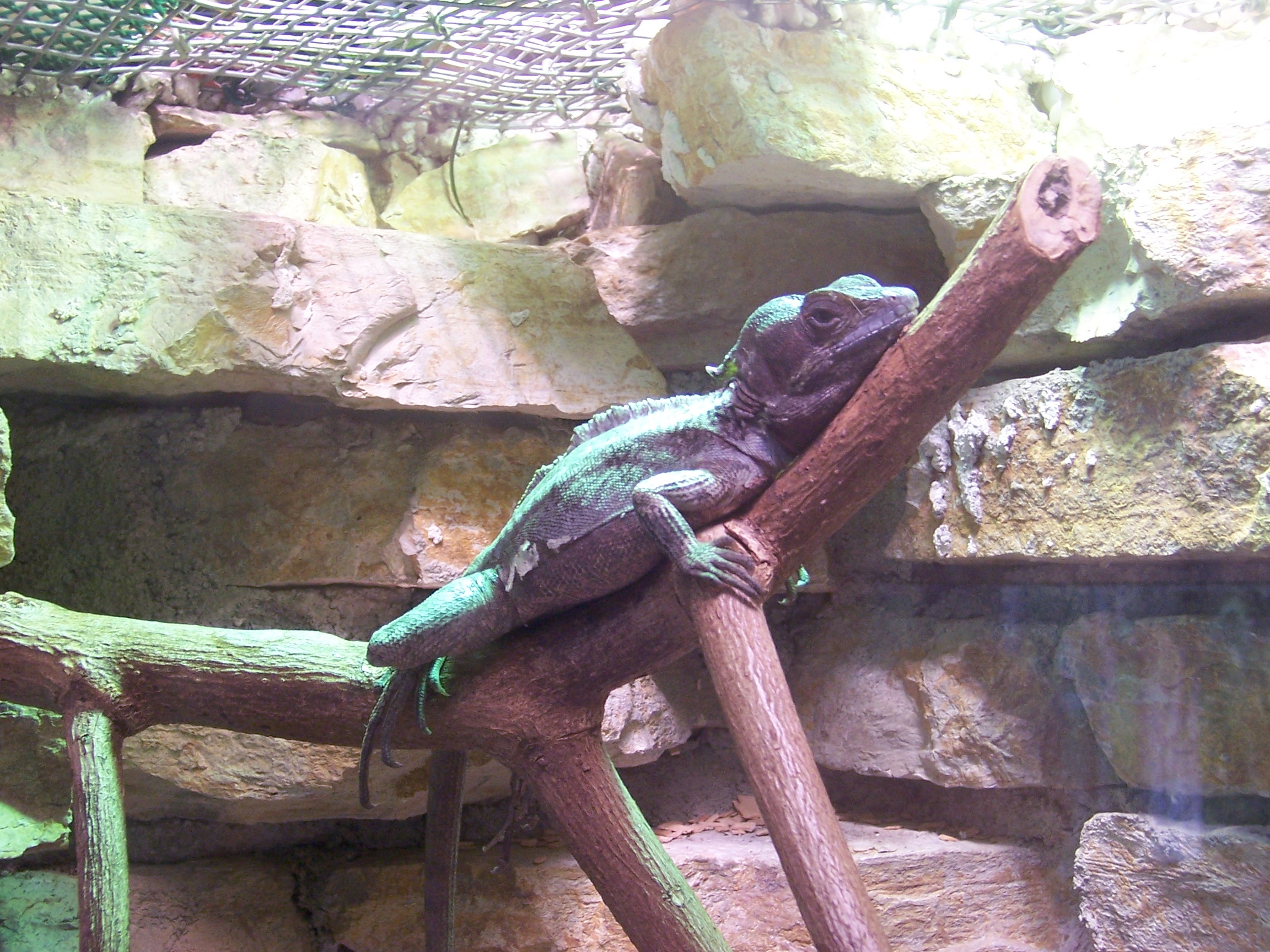
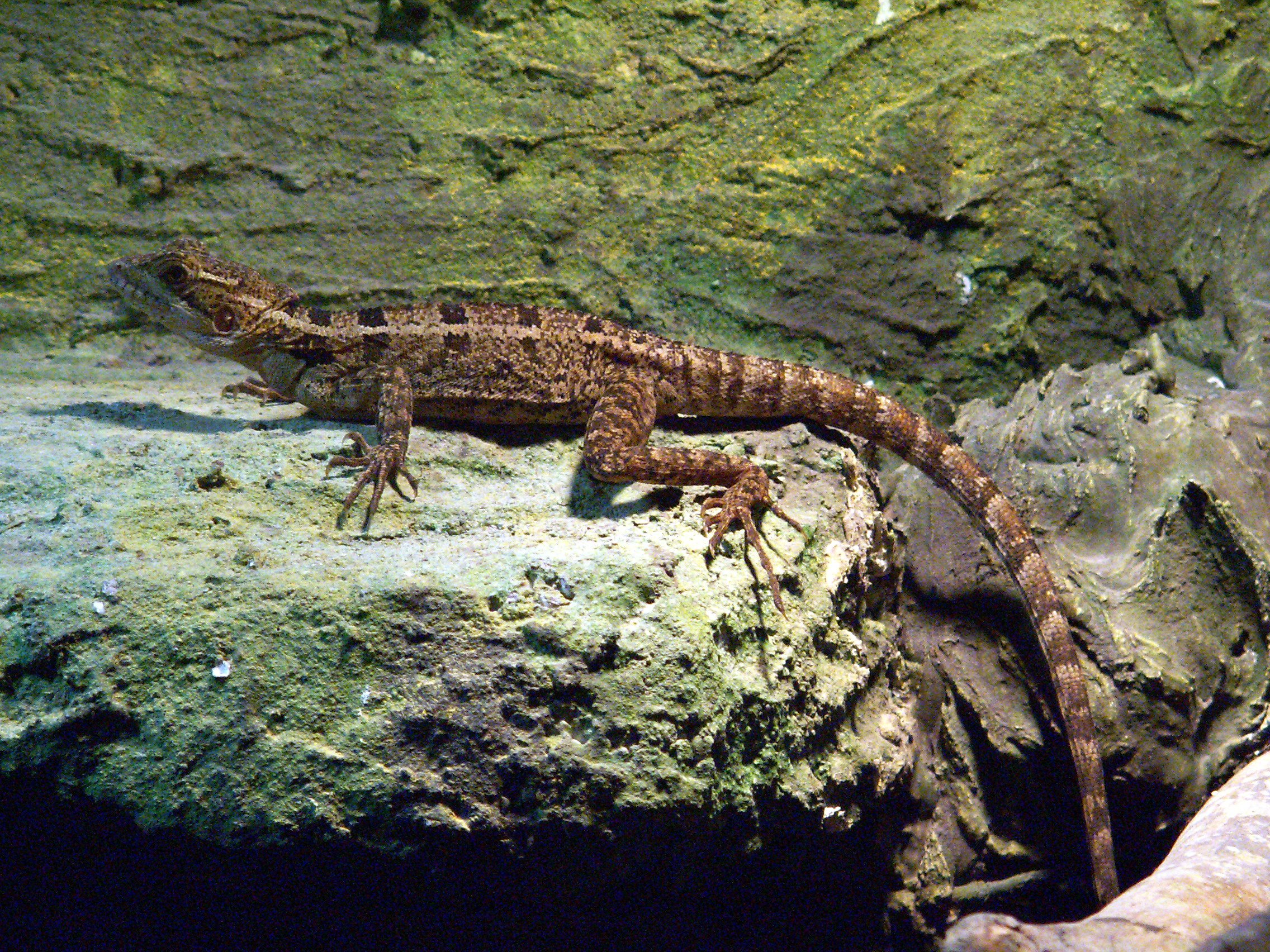
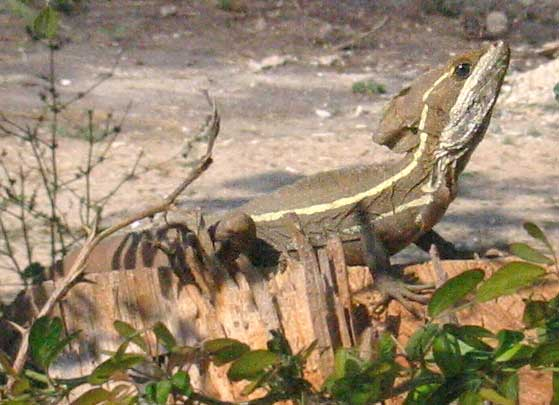
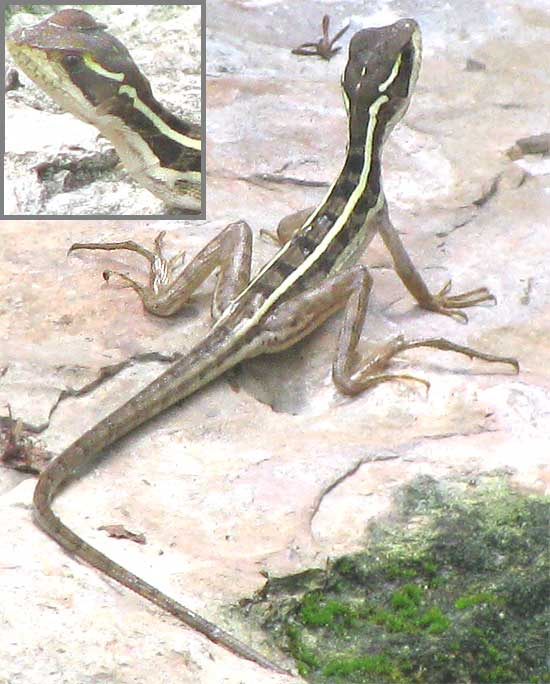